# Виолета
Виолета је женско шпанско, бугарско и румунско име, које води порекло од латинске речи Viola која у биологији означава род љубичица, али и љубичасту боју. У Србији је ово име настало од француског имена Violette.

## Имендани
Имендан се слави у Бугарској 1. априла, у Летонији 31. јануара и у Литванији 29. октобра.

## Популарност
У Каталонији је ово име у периоду од 1996. до 2003. увек било међу првих триста по популарности, у јужној Аустралији је 2002. било на 683 месту, а у Македонији 2006. на чак шестом месту.

## Варијанте имена
Виолета је изведено име од Вијолета.